# Torre Mozza
Torre Mozza is een plaats (frazione) in de Italiaanse gemeente Ugento.